# Бариевая звезда
Ба́риевая звезда́ — звезда, в спектре которой присутствуют линии поглощения бария Ba II (455,4 нм) и стронция Sr II (421,5 нм). Бариевые звезды также демонстрируют расширенные спектральные линии углерода, полосы молекул CH, CN и C2. Впервые такие звёзды были обнаружены У. Бидельманом и Ф. Кинаном в 1951 году. Первоначально, после их открытия, они считались красными гигантами, но такие же химические особенности наблюдалась и у звёзд главной последовательности.

## Происхождение
Бариевые звёзды принадлежат к гигантам спектральных классов G или K с температурой от 4300 до 6500 К. Исторически бариевые звёзды представляли собой загадку, потому что в стандартной теории звёздной эволюции гиганты спектрального класса G и K недостаточно продвинулись в своей эволюции, чтобы синтезировать углерод и элементы s-процесса и смешать их на своих поверхностях.
Обсервационные исследования лучевых скоростей показали, что все бариевые звёзды являются двойными звёздами. Наблюдения в ультрафиолете с использованием International Ultraviolet Explorer обнаружили белые карлики в некоторых бариевых звёздных системах.
Считается, что бариевые звёзды являются результатом массопереноса в двойной звёздной системе. Передача массы произошла, когда наблюдаемая сейчас гигантская звезда находилась на главной последовательности. Его компаньон, звезда-донор, была углеродной звездой, лежащей на асимптотической ветви гигантов (AGB) и произвела углерод и элементы s-процесса внутри своего ядра. Эти продукты ядерного синтеза попадали с помощью конвекции на её поверхность. Часть этого вещества «загрязнила» поверхностные слои звезды главной последовательности, поскольку звезда-донор потеряла массу в конце своей эволюции на асимптотической ветви гигантов и впоследствии превратилась в белого карлика. Эти системы наблюдаются через неопределенное время после события массопереноса, когда звезда-донор долгое время была белым карликом. В зависимости от начальных свойств двойной системы, загрязненная звезда может находиться на разных этапах эволюции. Открытие двойной природы звёзд разрешило загадку, поместив источник их спектральных особенностей на звезду-компаньон, которая должна была произвести такой материал. Эпизод массопереноса считается довольно коротким в астрономическом масштабе времени.
Во время своей эволюции бариевая звезда будет временами больше и холоднее, чем это характерно для спектральных классов G или K. Когда это происходит, обычно такая звезда относится к спектральному классу M, но избыток элементов, возникающих в результате s-процесса может заставить её продемонстрировать изменённый состав как ещё одну или несколько спектральных линий. В то время как температура поверхности звезды находится в пределах характерных для спектрального класса M, звезда может демонстрировать в спектре полосы циркония и оксида циркония (ZrO). Когда это произойдет, звезда будет выглядеть как «внешняя» звезда S-типа.

## Примеры
К бариевым звёздам относятся:
- Дзета Козерога
- HR 774
- HR 4474
- Бета Ворона
- Йота Рака A

CH-звёзды — это звёзды населения II с аналогичным эволюционным состоянием, спектральными особенностями и орбитальной статистикой — они считаются более старыми, бедными металлами аналогами бариевых звезд.